# 鴿子攝影

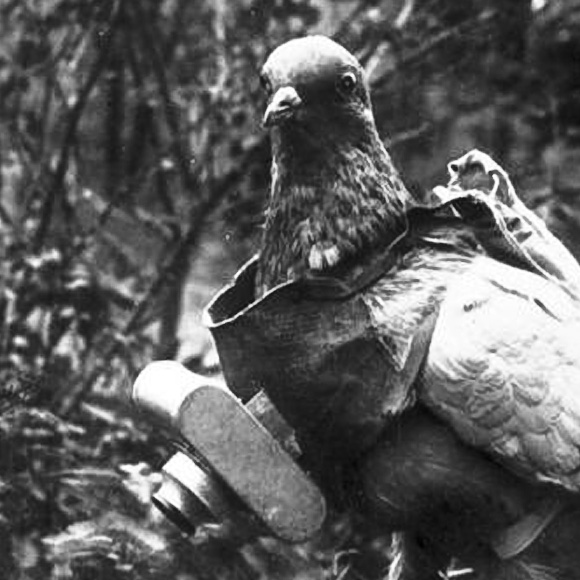
戴上德製小型相機的鴿子，推測攝於第一次世界大戰之前。

鴿子攝影（英語：Pigeon photography）是1907年由德國藥劑師尤里烏斯·諾伊布龍納（Julius Neubronner）所發明的空中攝影技術，他也曾使用鴿子來遞送藥品。他將信鴿配戴上鋁製的胸部鞍座，鞍座上可以裝置一個輕型、具有間隔攝影功能的微型相機。諾伊布龍納在德國的專利申請起初被否絕，但於1908年十二月，在他拍攝了一批經認證是由鴿子攝影的照片之後，專利才獲批准。他於1909年德勒斯登國際攝影展公開了這項技術，並在法蘭克福國際航空展、以及1910與1911年的巴黎國際航空太空展中出售了一些附上鴿子攝影照片的明信片。
起初，利用鴿子攝影進行空中偵察的軍事潛力似乎十分吸引人，在第一次世界大戰的戰場測試中也得到了令人振奮的成果，但受到最大衝擊的還是「行動鴿舍」的配套技術。由於戰爭期間航空技術的快速成熟，鴿子攝影的軍事利益逐漸消褪，諾伊布龍納也放棄了他的實驗。1930年代，這個發想才又由一名瑞士的鐘錶匠短暫復甦了一陣子，同一期間，德軍與法軍也有類似的使用報告。雖然軍鴿在第二次世界大戰期間曾得以廣泛部署，但是否有使用鳥類進行空中偵察，以及使用到什麼程度，仍不是很清楚。美國中央情報局後來開發了一種由電池供電，專為諜報工作設計的鴿子用相機，但其相關的使用細節仍屬機密。
鴿子攝影最主要的挑戰是製造一個夠小、夠輕、具有計時機制的相機，以及馴服、訓練鳥類能攜帶所需的負重，還有拍照時鴿子的位置、行進方向、以及速度等操控方面上的限制。2004年，英國廣播公司使用微型電視攝影機裝在隼和蒼鷹身上以取得實況畫面。現在一些研究人員、熱心人士、以及藝術家也同樣在各種野生或馴養動物的身上安裝小型數位相機或攝影機。

## 起源

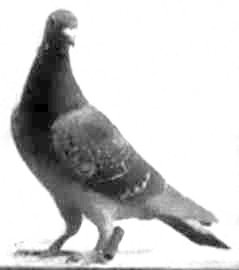
這隻四歲大的信鴿曾在熱氣球中進行了15次升空。

史上第一批空中照片是在1858年由熱氣球航行家納達爾（納達爾 (攝影家)）所拍攝；1860年，詹姆士·華勒斯·布萊克（James Wallace Black）同樣在熱氣球上拍下了現存最古老的空中照片。隨著攝影技術的進步，在19世紀末期，一些先驅者在無人飛行物上裝置了相機。1880年代，Arthur Batut嘗試使用風箏空中攝影。許多人也追隨了他的腳步，在1896年William Abner Eddy用這種方法拍攝了高品質的波士頓的照片之後，風箏空中攝影技術才開始流行起來。1888年，Amedee Denisse在火箭裝上了相機以及降落傘，而阿爾弗雷德·諾貝爾也於1897年使用了火箭攝影。
信鴿在19世紀和20世紀初期曾得以廣泛使用，用於民間的鴿子郵務（飞鸽传书）以及軍鴿。1870年普法戰爭期間，在巴黎一個著名的鴿子郵務中，單次鴿群航程就傳遞了50,000封製成了縮微膠卷的電報，從圖爾送到被圍攻的首都。總共遞送了150,000份非重複的私人電報與行政命令。1889年，俄羅斯帝國技術學會在聖彼得堡進行了一項實驗，俄羅斯熱氣球公司的首席在熱氣球拍攝空中照片，然後將處理過的火棉膠（collodion）負片藉由鴿子郵務送回地面。

## 尤里烏斯·諾伊布龍納

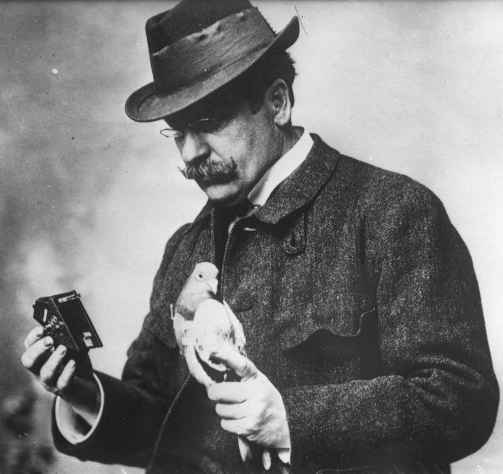
尤里烏斯·諾伊布龍納（1914）

1903年，在德國法蘭克福附近的克龍貝爾格（Kronberg）鎮中，一名叫做尤里烏斯·諾伊布龍納（Julius Neubronner）的藥劑師重拾了父親半世紀前開創的舊業。他用鴿子郵務從鄰近城鎮法爾肯施泰因（Falkenstein）中的一間療養院接收處方籤，也同時利用相同方式傳遞上限75克（2.6盎司）的  緊急藥物（三年後療養院關閉，也中止了鴿子郵務的傳遞。）他也在法蘭克福的批發商設置了一些鴿子，為自己賺取因快速運輸所得到的利潤。有一次，其中一隻鴿  子在霧裡迷失了方向，卻在四週後神奇地抵達目的地，還能夠滋養飽暖。諾伊布龍納便起了一個俏皮的發想：將他的鴿子配上自動相機，以追踪牠們的飛行路徑。這 種想法使他將兩個興趣，載物鴿（信鸽）的發想以及業餘攝影，結合成一種新的「雙重消遣」。（而諾伊布龍納事後得知，他的鴿子曾由威斯巴登一間餐館的廚師所保管。）
諾伊布龍納在火車以及雪橇上使用蒂卡懷錶型相機（Ticka watch camera）做測試，測試成功後，便開始著手研發一種輕巧的微型相機，可以放在鴿子胸前的鞍座與鋁製的胸甲上。他使用重達30至75克（1.1至2.6盎司）的木製相機模型精心訓練鴿子的承重能力。為了拍攝空中照片，諾伊布龍納把鴿子帶到離家約100（60英里）遠的地方，將牠配戴上相機並釋放。鴿子一心想要解除負擔，通常會以最直接的路線飛向家中，飛行高度為50至100（160至330英尺）。相機內的氣壓系統（pneumatic system）控制了照片拍攝前的時間延遲。為了容納攜帶重物的鴿子，鴿舍有一個寬敞、具有彈性的著陸板以及大型的出入口。

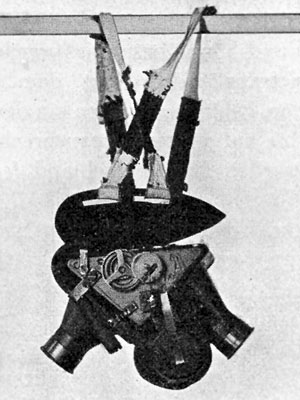
專利中，裝上照相機的胸甲與鞍座。

根據諾伊布龍納的說法，他的相機有十多種不同的樣式。1907年，他得到了足夠的成果以申請專利。起初，他的發明「從上空拍攝風景照片的方法和手段」遭到德國專利局否決，此法被認定是不可行的。但於1908年12月，在他展示了經認證的照片之後，專利才獲批准。（否決原因是基於當局對家鴿承載能力的錯誤認知。 ）在諾伊布龍納參加1909年德勒斯登的國際攝影展，以及1909年法蘭克福的國際航空展之後，這種技術才開始廣為人知。德勒斯登的觀眾可以觀賞鴿子飛回來，且牠們所拍的空中照片得以製成了明信片。諾伊布龍納的照片在德勒斯登、以及1910年、1911年的巴黎國際航空太空展皆有得獎。

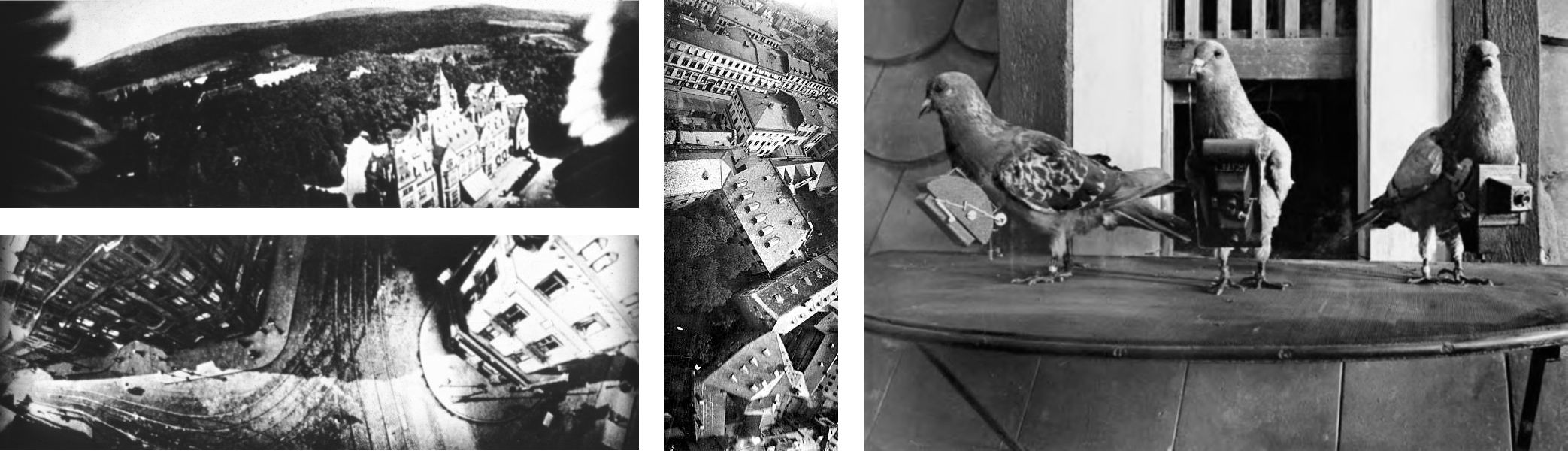
左上圖：Schlosshotel Kronberg的空中照片。左下及中圖：法蘭克福。右圖：配戴照相機的鴿子。

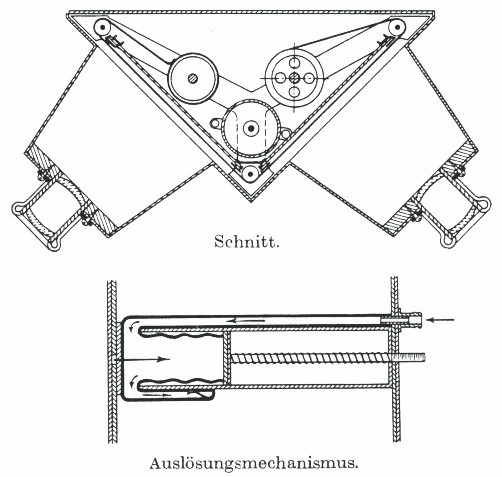
上圖：專利中，雙鏡頭鴿用照相機的剖面圖。下圖： 氣壓系統。相機藉由左側倉室的膨脹而啟動。當空氣由底部的細孔緩慢流出時，活塞會逐漸向左往原處移動，直到啟動另一次曝光為止。

一幀攝於Schlosshotel Kronberg（當時稱為Schloss Friedrichshof，依其領主腓特烈皇后（Kaiserin Friedrich）而命名）的照片尤其出名，因為它湊巧拍到鴿子翅膀的尖端。1929年，德國電影院在違反版權的情況下，將這張照片收錄於每週的新聞短片（新闻影片）之中。
在1909年出版的一本小書中，諾伊布龍納描述了五種相機的樣式：
- 專利中所描述的「雙重相機」有兩個鏡頭，分別指向相反的方向（前方與後方），焦距40毫米。由一個單一的焦平面快門操作，此相機使用氣壓系統在設定的時間將兩片玻璃照相底板（photographic plate）同時曝光。
- 有個立體相機也有類似的特色，但兩個鏡頭指向同一方向。
- 其中一個相機樣式可以運送膠捲，具有連續曝光的能力。
- 其中一個相機樣式將鏡頭固定在袋狀風箱（bag bellows（英语：Bellows (photography)））上。由一個交叉機制（scissor mechanism）固定呈延展狀態的袋狀風箱，直到拍下照片為止，之後便瞬時回到壓縮的狀態。此機制容許在焦距85毫米之下，在照片底板上進行大小6×9公分的曝光。
- 其中有一個環景相機，由鏡頭以自行旋轉180°的的方式來取代焦平面快門。[8]此相機樣式是後來Doppel-Sport環景相機（Doppel-Sport Panoramic Camera）的雛型，諾伊布龍納打算在1910年左右將它上市。它可在3×8公分的底片上拍攝環景照片，雖然該相機從未進入量產階段。[17]

在1920年的一本小冊子中，諾伊布龍納描述了最後一個相機樣式，它的重量略大於40克（1.4盎司），並能進行12次曝光。2007年，一名研究者表示，關於鏡頭、快門以及成像媒介的感光度之相關技術資訊相當有限，但報告指出，諾伊布龍納從ADOX公司取得他的環景相機的底片。他估計這台相機的感光度為ISO 25/15° - 40/17°，快門速度為1/60秒 - 1/100秒，底片剪裁成30毫米×60毫米的格式，並彎曲成內凹狀，這是為了配合鏡頭繞半圓的運動，以避免不必要的影像扭曲。
1920年，諾伊布龍納發現，在十年的辛勞與龐大的支出下，只能為自己在百科全書中掙得一席之地，但又感到滿足於其相關的配套技術－行動鴿舍（下述）能對戰爭產生貢獻。諾伊布龍納的環景相機現展示於柏林的德國科技博物館以及慕尼黑的德意志博物館。

## 第一次世界大戰

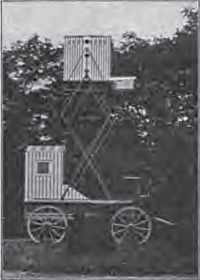
1909年展示的諾伊布龍納的行動鴿舍與暗房。

諾伊布龍納的發明動機至少有一小部分是出於軍事上的應用前景。當時的空中偵察攝影雖然是辦得到的，但實行起來很麻煩，因為它需要熱氣球、風箏或火箭。1903年萊特兄弟的飛行成功為空中偵察創造了新的可能性，以及在第一次世界大戰期間，引進了偵察機且更趨於完善。然而鴿子攝影儘管有實際應用上的困難，卻能保證彌補其他空中偵察方式的不足，提供較低高度的清晰照片。
普魯士軍事部對此很感興趣，雖然起先抱著些許懷疑的心態，在通過一連串初步的試行成功之後，疑惑才得以解消。實驗證實鴿子對於爆炸相對地不受影響，但在戰場上可能需要移動鴿舍，以及鴿子需要花一些時間來重新定位自己的新位置。至於要讓鴿子適應移動的鴿舍只需提供少許的重新訓練，且該問題也早在大約1880年代就由義大利軍隊所解決；而法國砲兵隊長雷諾（Reynaud）曾將鴿子馴養在活動的鴿舍中以解決此問題。雖然沒有跡象表明諾伊布龍納是否曾聽聞上述的解決方案，但他知道這問題一定有個解法，因為他曾聽說一個巡迴展場的員工恰巧也是個鴿子愛好家，他將鴿舍保管在他的拖車中。在1909年德勒斯登與法蘭克福的展覽中，諾伊布龍納展示了一個小車子，它結合了暗房以及一個塗得閃閃發亮的行動鴿舍。在數個月的辛勤工作之下，他把幼鴿訓練成即使將鴿舍移動也能成功返回。
1912年，諾伊布龍納完成了他的任務（始於1909年），他僅藉由他的行動鴿舍完成拍攝了泰格爾的水利工程。該工程花了近10年的協商，預定在1914年8月結束，同時會在斯特拉斯堡進行實際操作的測試，之後此發明會由國家取得。然而這些計劃因戰爭的爆發而中止。諾伊布龍納不得不將他所有的鴿子與設備提供給軍方，雖然軍方在戰場的測試得到了滿意的結果，但該技術並沒有更廣泛地得到部署。
在消耗戰的戰況之下，軍鴿作為鴿子郵務的傳統角色反而又再現曙光。諾伊布龍納的行動鴿舍在凡爾登戰役中找到了出路，並證實在戰爭中取得相當大的優勢，類似的設備後來也得以投入規模更大的索姆河戰役中。戰後，普魯士軍事部對諾伊布龍納的鴿子攝影使用效果之質詢做出了回覆，提到使用鴿子進行空中攝影沒有軍事價值，並無批准往後的實驗。
位於華盛頓特區的國際間諜博物館有一個小房間展示第一次世界大戰中的載物鴿以及鴿子攝影。

## 第二次世界大戰

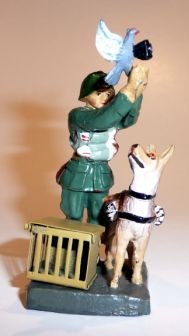
德國的玩具士兵與配戴上照相機的鴿子。

米歇爾製作了這本使用手冊，但無法於第二次世界大戰爆發之前找到合夥的製造商。

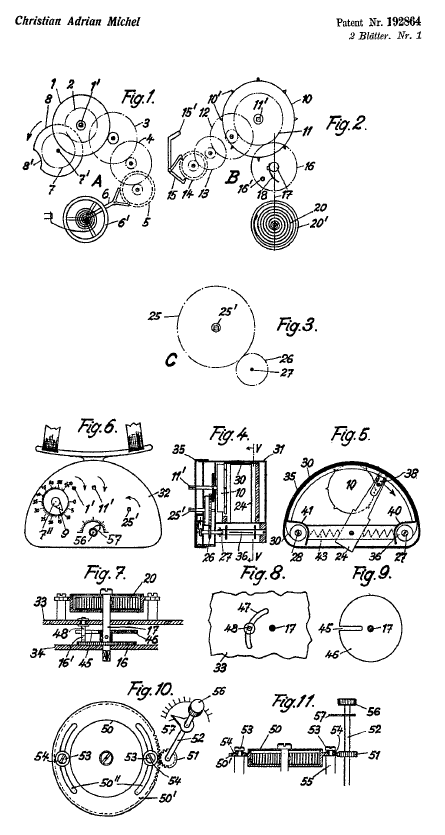
擷取自瑞士專利。

儘管普魯士軍事部在第一次世界大戰後立即被解散重編，在1932年仍有報告指出德軍在訓練攝影用的鴿子，且該德製鴿子相機可以在單次行程中做出200次的曝光。同年，法軍也宣稱他們開發了鴿子用的相機，同時也發展了一套方法，利用訓練過的軍犬在敵人戰線後方釋放鴿子。
雖然軍鴿與行動鴿舍曾廣泛使用於二次大戰期間，但是否曾有鴿子給部署用來空中攝影，以及使用的程度仍不是很明瞭。根據一份1942年的報告指出，蘇聯紅軍發現了遺棄的德國卡車，其中含有鴿子用相機，能以五分鐘的間隔拍攝照片，同時也發現受訓練來用籃子載運鴿子的狗隻。而在盟軍的部分，遲至1943年才有報告指出美國通訊軍曾有意識到採用該技術的可能性。
然 而可以確定的是，在二次大戰期間，鴿子攝影化身成玩具的形式引進德國的育幼院中。大約自1935年起，「Elastolin」這個廠牌製造了這些玩具模 型。其中有些模型使用了1918年之前的設計樣式，但更新了制服，並開始加入通信兵和帶著一隻運送鴿子的狗。該模型展示了一名士兵正在釋放配戴超大尺寸鴿 用相機的鴿子。
多虧了沃韋的瑞士攝影博物館（Musée suisse de l'appareil photographique）之考察，在同一時期位於瓦爾德之瑞士鐘錶匠克里斯蒂安·亞卓安·米歇爾（Christian Adrian Michel, 1912–1980）所開發的鴿子相機才得以公諸於世。他在1931年受分派到瑞士軍的載物鴿部門，並在1933年開始從事將諾伊布龍納的環景相機改造成適用16毫米底片（16 mm film）的規格，並改善了相機的操作機制，使它可以控制第一次曝光前的時間延遲，以及加入在兩次曝光之間捲動底片的功能。米歇爾的相機在1937年成為專利，相機僅重70克（2.5盎司），並可能是第一部附有藉由發條驅動之定時裝置的相機。

米歇爾欲將相機出售給瑞士軍方的計畫失敗了，理由是他無法找到能將它量產的製造商，他只製造了大約100台相機。二戰爆發後，米歇爾設計了一個可以配戴在載物鴿身上的鞍座，附有一個殼子，可以放置膠捲之類的物品，並申請了專利。在2002至2007年間，倫敦的佳士得拍賣了三台米歇爾的相機。
沃韋的瑞士攝影博物館收藏了大約1,000張米歇爾在開發相機期間的測試照片，:16-20大多數的照片是使用愛克發生產的16毫米正全色底片（orthopanchromatic film），感光度為ISO 8/10°，曝光格式為10 mm × 34 mm，成像品質足以作十倍的放大。在 2007年展覽「Des pigeons photographes?」（法文：鴿子攝影師？）的型錄中，他們將展出的照片做出了如下分類：在地面或從窗後拍的測試照片、在地面或高處之人類視點的 照片、在飛機上的空中攝影照片、在相對的高度下所攝，可能是將鴿子從飛機上釋放所拍的照片、以及只有少量的典型鴿子攝影的照片。

## 第二次世界大戰後
美國中央情報局開發了一種電池供電的鴿子用相機，現展示於CIA博物館的虛擬導覽中。根據網站所述，該相機的相關使用細節仍屬機密。有新聞報導指出，該攝影機曾使用於1970年代，他們從飛機上釋放鴿子，但得到的卻是失敗的結果。1978年的瑞士雜誌《L'Illustré》刊登了巴塞爾其中一條街的空中照片，是由Febo de Vries-Baumann的鴿子所拍攝，他給鴿子戴上有油壓機制的照相機。在2002至03年間，一名行為藝術家兼鴿子愛好家Amos Latteier使用了先進攝影系統與數位相機進行鴿子攝影的實驗，並將其實驗結果放在簡報中，並在俄勒岡州的波特蘭進行名為「PowerPointillist」的授課表演。2008年，在德國導演Arend Agthe一部改編自睡美人的電影中，王子發明了鴿子攝影，並從鴿子拍攝的照片中發現了睡美人。

1980年代，Rolf Oberländer製造了少量高品質的Doppel-Sport環景相機的複製品。其中一台於1999年由位於沃韋的瑞士相機博物館所獲得。
現代科技的進步允許我們將這種概念延伸到攝影機上。2004年，在英國廣播公司的電視節目《Animal Camera》中，Steve Leonard展示了一部驚人的影片，影片是由裝置在鷹、隼及蒼鷹身上的微型電視攝影機所拍攝，訊號藉由微波的方式傳送到附近的接收器，該攝影機重量為28克（1盎司）。。此外，也有人將內建攝影機功能的小型可攜式媒體播放器裝置在鴿子身上。2009年，研究人員發表了一篇同行評審的文章，之後上了新聞，文章內容為將相機裝在信天翁後所得到的見解之相關討論，該相機只有唇膏一般大小，每30秒拍攝一張照片。也有將攝影機裝設到如貓、狗等其他動物的例子，統稱為動物攝影（crittercam）。

## 註腳
1. ↑  Hildebrandt, Alfred, , München: Oldenbourg: 395–397, 1907 （德语）.
2. 1 2  Professional Aerial Photographers Association, , , 2007  [2012-11-23], （原始内容存档于2011-01-11）.
3. ↑  Hildebrandt, Alfred, , München: Oldenbourg: 384–386, 1907 （德语）.
4. ↑  Mattison, David, , Hannavy, John  (编), : 12–15, 2008, ISBN 978-0-415-97235-2.
5. ↑  Dagron, Prudent René Patrice, , Paris: Lahure: 21, 1870  [2012-11-23], （原始内容存档于2014-05-10）.
6. ↑  Hildebrandt, Alfred, , München: Oldenbourg: 406, 1907 （德语）.
7. 1 2  Neubronner, Julius, , Wachsmuth, Richard  (编), , Berlin: Julius Springer: 77–96, 1910 （德语）.
8. 1 2 3  Neubronner, Julius, , Die Umschau, 1908, 12 (41): 814–818.
9. 1 2  Gradenwitz, Alfred, , Technical World Magazine, 1908, 10: 485–487  [2012-11-23], （原始内容存档于2020-06-25）.
10. ↑  Feldhaus, F.M., , , Leipzig: Brandstetter: 544–553, 1910 （德语）.
11. 1 2 3 4 5 6 7 8 9  Neubronner, Julius, , Frankfurt am Main: Gebrüder Knauer: 23–31, 1920, OCLC 3113299 （德语）.
12. ↑  German patent DE 204721 ("Verfahren und Vorrichtung zum Photographieren von Geländeabschnitten aus der Vogelperspektive" （页面存档备份，存于）), Neubronner, Julius, issued 1908-12-02, filed 1907-06-20. Neubronner also obtained corresponding patents in France ("Procédé et appareil pour prendre des vues photographiques de paysages de haut en bas" （页面存档备份，存于）), the United Kingdom ("Method of and Means for Taking Photographs of Landscapes from Above" （页面存档备份，存于）) and Austria ("Vorrichtung zum Photographieren von Geländeabschnitten aus der Vogelperspektive" （页面存档备份，存于）).
13. ↑  , Le Matin, 1909-06-12  [2012-11-23], （原始内容存档于2011-07-08） （法语）.
14. 1 2 3  Brons, Franziska, , Bredekamp, Horst; Bruhn, Matthias; Werner, Gabriele  (编), , Akademie Verlag: 58–63, 2006, ISBN 978-3-05-004286-2 （德语）.
15. 1 2  Wittenburg, Jan-Peter, , Photo deal, 2007, 4 (59): 16–22 （德语）.
16. ↑  Brons, Franziska, , Fotogeschichte, 2006, 26 (100): 17–36 （德语）.
17. 1 2 3 4 5 6 7 8  ,  (PDF), Vevey: Musée suisse de l'appareil photographique: 4–11, 2007  [2012-11-23], （原始内容 (PDF)存档于2011-01-16） （法语）.
18. ↑  Deutsches Museum München, , , 2007  [2012-11-23], （原始内容存档于2011-01-11） （德语）.
19. ↑  Deutsches Technikmuseum Berlin,  (PDF) (2): 4–13, 2007  [2012-11-23], （原始内容存档 (PDF)于2012-03-01） （德语）.
20. ↑  État-Major Des Armées, France, ,  30: 481–490, 1886  [2012-11-23], （原始内容存档于2020-06-28） （法语）.
21. ↑  Reynaud, G., , Revue des deux mondes, 1898: 380–402  [2012-11-23], （原始内容存档于2020-06-24） （法语）.
22. ↑  Corporation, Bonnier, , Popular Science Monthly, 1916, 88 (1): 30–31.
23. ↑  Lui, Claire, , , 2006  [2012-11-23], （原始内容存档于2011-03-24）.
24. ↑  Magazines, Hearst, , Popular Mechanics, February 1932, 57 (2): 216  [2012-11-23], ISSN 0032-4558, （原始内容存档于2020-06-23）

, The Canberra Times, 1932-04-13: 2.
25. ↑  , Lectures pour tous, February 1932: 55  [2012-11-23], （原始内容存档于2014-05-22） （法语）.
26. ↑  Magazines, Hearst, , Popular Mechanics, September 1942: 33.
27. ↑  , Flight: the Aircraft and Engineer, Official Organ of the Royal Aero Club, 1943-10-21: 455–457  [2012-11-23], （原始内容存档于2013-11-01）.
28. ↑  Schnug, Ernst, , Figuren-Magazin, 1988, (1): 17–19 （德语）.
29. 1 2  Christie's auctions:
Pigeon camera model A no. 948 （页面存档备份，存于）. Sale 9509, Lot 500. South Kensington, 2002-11-19.
Pigeon camera Model B no. 937 （页面存档备份，存于）. Sale 9965, Lot 266. South Kensington, 2004-11-16.
Pigeon camera Model A no. 803 （页面存档备份，存于）. Sale 5144, Lot 378. South Kensington, 2007-06-06.
30. ↑  Swiss patent CH 192864 ("Photographieapparat mit schwenkbarem, mit selbsttätiger Auslösung versehenem Objektiv, insbesondere für Brieftauben"[]), published 1937-12-01, issued 1937-09-15, filed 1936-02-03. Michel also obtained corresponding patents in Germany ("Panoramakamera mit schwenkbarem Objektiv, insbesondere für Brieftauben"[]), France ("Appareil photographique à déclenchement automatique, particulièrement pour pigeons-messagers"[]), Belgium ("Appareil photographique à déclenchement automatique, particulièrement pour pigeons-messagers"[]) and the United Kingdom ("Improvements in or relating to Panoramic-cameras"[]).
31. 1 2  Häfliger, Rolf, , Photographica Cabinett, 2008, (45): 34–43 （德语）.
32. ↑  Swiss patents CH 214355 ("Traggerät für Brieftauben"[]) and CH 214356 ("Depeschenhülse für Brieftaube"[]), Michel, Christian Adrian, published 1941-07-16, issued 1941-04-30, filed 1940-06-22.
33. ↑  Berger, Olivier,  (PDF): 4, 2008  [2012-11-23], （原始内容 (PDF)存档于2011-01-11） （法语）.
34. ↑  , ,   [2012-11-23], （原始内容存档于2011-01-11）.
35. ↑  Bridis, Ted, , USA Today, 2003-12-26  [2012-11-23], （原始内容存档于2011-03-24）.
36. ↑  Eisler, Peter, , USA Today, 2008-07-14  [2012-11-23], （原始内容存档于2011-03-24）.
37. ↑  Latteier, Amos, ,  (PDF),   [2012-11-23], （原始内容 (PDF)存档于2011-03-24）.
See also:
  - Bowie, Chas, , Portland Mercury, 2003-01-30  [2012-11-23], （原始内容存档于2011-03-24）.
  - Gallivan, Joseph, , The Portland Tribune, 2003-01-31  [2012-11-23], （原始内容存档于2011-03-24）.
38. ↑  , Deutsche Kindermedienstiftung Goldener Spatz: 78 （德语）. 缺少或|title=为空 (帮助)
39. ↑  . . 2004-03-05. BBC. BBC one. （原始内容存档于2012-06-26）.
40. ↑  YouTube上的Newpigeonguy頻道, retrieved on 2011-04-09.
41. ↑  Sakamoto, Kentaro Q.; Takahashi, Akinori; Iwata, Takashi; Trathan, Philip N., Earley, Ryan L. , 编, , PLoS ONE, 2009, 4 (10): e7322, PMC 2752807 , PMID 19809497, doi:10.1371/journal.pone.0007322.
See also:
  - de Swaaf, Kurt F., , Spiegel Online International, 2009-08-10  [2012-11-23], （原始内容存档于2011-03-24）.
42. ↑  Petre, Jonathan, , Mail Online, 2008-11-01  [2012-11-23], （原始内容存档于2011-03-24）.
  - Lakeman, Seth, , Mail Online, 2010-07-25  [2012-11-23], （原始内容存档于2011-03-24）.

## 延伸閱讀
諾伊布龍納相關
- Brons, Franziska, , Fotogeschichte, 2006, 26 (100): 17–36 （德语）.
- Gradenwitz, Alfred, , L'illustration, 1908, (3429): 322ff （法语）.
- Neubronner, Julius, , Dresden: Wilhelm Baensch, 1909 （德语）.
- Neubronner, Julius, , Wachsmuth, Richard  (编), , Berlin: Julius Springer: 77–96, 1910, OCLC 44169647 （德语）.
- Oelze, Friedrich Wilhelm, , Miniatur-Bibliothek für Sport und Spiel 30–31, Leipzig, Berlin, Frankfurt a. M., Paris: Grethlein, 1910, OCLC 251937979 （德语）.
- Wittenburg, Jan-Peter, , Photo deal, 2007, 4 (59): 16–22 （德语）.

米歇爾相關
- Äschlimann, Heinz, , Photographica Cabinett, 2008, (45): 43f （德语）.
- Berger, Olivier,  (PDF), Basel: Art Metal Conservation GmbH: 4, May 2008  [2012-11-23], （原始内容存档 (PDF)于2011-01-11） （法语）.
- Häfliger, Rolf, , Photographica Cabinett, 2008, (45): 34–43 （德语）.
- (PDF),  (PDF), Vevey: Musée suisse de l'appareil photographique, 2007  [2012-11-23], OCLC 428248338, （原始内容存档 (PDF)于2011-01-16） （法语）.

## 外部連結
- YouTube用戶"newpigeonguy" （页面存档备份，存于）示範如何將鴿子裝上鞍座 （页面存档备份，存于）以及所拍攝的影片。 （页面存档备份，存于）  （页面存档备份，存于）
- YouTube上的Real birds eye view! Golden Eagle in flight – Animal Camera – BBC.